# Björn van der Doelen
Wouterus Jacobus Antonius (Björn) van der Doelen (Goirle, 24 augustus 1976) is een Nederlands singer-songwriter. Van 1994 tot 2006 was Van der Doelen profvoetballer. Naast zijn muziekcarrière is Van der Doelen bekend als acteur en radiomaker.
Van der Doelen kwam tijdens zijn voetballoopbaan uit voor PSV, Standard Luik, FC Twente en N.E.C.. Nadat hij zijn profcarrière beëindigde ging hij zich focussen op muziek en werd hij frontman van de groep Allez Soldaat. Sinds 2016 speelt hij onder de naam Björn van der Doelen en de Huursoldaten.

## Biografie
Van der Doelen begon als kind te voetballen bij TGG in Den Bosch, de club van zijn vader Rinus. Op zijn tiende werd hij opgenomen in de jeugdopleiding van PSV. Later zat hij drie jaar in het internaat van PSV. Op zijn achttiende werd hij door Aad de Mos bij het eerste elftal gehaald.
Björn van der Doelen debuteerde onder Kees Rijvers in het seizoen 1994-1995 voor PSV in een wedstrijd tegen FC Utrecht. Deze wedstrijd is berucht vanwege een incident met Utrecht-speler Edwin Gorter. Laatstgenoemde prikte een vinger onder het oog van Van der Doelen, tot afgrijzen van de tv-kijkers. Voetbalverslaggever Arthur Molenaar noemde het incident voor de microfoon van Langs de Lijn een 'Postbus 51-actie'.
Hij is bij PSV nooit basisspeler geworden. Na drie seizoenen PSV is hij op huurbasis gaan spelen voor Standard Luik in België. Daarna keerde hij terug bij PSV. Na wederom drie seizoenen PSV vertrok de middenvelder voor een transfersom van vier miljoen gulden naar FC Twente. Na twee seizoenen in Enschede speelde hij vervolgens drie jaar bij NEC, waar hij zijn carrière op 29-jarige leeftijd afsloot. Van der Doelen werd door zijn grote inzet en passie populair bij de fans van PSV, Standard Luik, FC Twente en uiteindelijk N.E.C., waar hij bekend kwam te staan als een kuitenbijter.

## Clubstatistieken
| Seizoen        | Club            | Competitie     | Competitie | Competitie | Beker | Beker | Internationaal1 | Internationaal1 | Overig2 | Overig2 | Totaal | Totaal |
| Seizoen        | Club            | Competitie     | Wed.       | Dlp.       | Wed.  | Dlp.  | Wed.            | Dlp.            | Wed.    | Dlp.    | Wed.   | Dlp.   |
| -------------- | --------------- | -------------- | ---------- | ---------- | ----- | ----- | --------------- | --------------- | ------- | ------- | ------ | ------ |
| 1994/95        | PSV             | Eredivisie     | 9          | 0          | 0     | 0     | 0               | 0               | -       | -       | 9      | 0      |
| 1995/96        | PSV             | Eredivisie     | 11         | 1          | 2     | 1     | 1               | 0               | -       | -       | 14     | 2      |
| 1996/97        | PSV             | Eredivisie     | 10         | 0          | 1     | 0     | 1               | 0               | 0       | 0       | 12     | 0      |
| Club totaal    | Club totaal     | Club totaal    | 30         | 1          | 3     | 1     | 2               | 0               | 0       | 0       | 35     | 2      |
| 1997/98        | → Standard Luik | Eerste klasse  | 30         | 2          | 3     | 0     | 2               | 0               | 2       | 0       | 37     | 2      |
| Club totaal    | Club totaal     | Club totaal    | 30         | 2          | 3     | 0     | 2               | 0               | 2       | 0       | 37     | 2      |
| 1998/99        | PSV             | Eredivisie     | 24         | 1          | 1     | 0     | 7               | 0               | 1       | 0       | 33     | 1      |
| 1999/00        | PSV             | Eredivisie     | 21         | 1          | 1     | 0     | 2               | 0               | -       | -       | 24     | 1      |
| 2000/01        | PSV             | Eredivisie     | 11         | 2          | 0     | 0     | 4               | 0               | 0       | 0       | 15     | 2      |
| Club totaal    | Club totaal     | Club totaal    | 86         | 5          | 5     | 1     | 15              | 0               | 1       | 0       | 107    | 6      |
| 2001/02        | FC Twente       | Eredivisie     | 32         | 2          | 1     | 0     | 3               | 0               | 1       | 1       | 37     | 3      |
| 2002/03        | FC Twente       | Eredivisie     | 13         | 0          | 0     | 0     | -               | -               | -       | -       | 13     | 0      |
| 2003/04        | FC Twente       | Eredivisie     | 2          | 0          | 0     | 0     | -               | -               | -       | -       | 2      | 0      |
| Club totaal    | Club totaal     | Club totaal    | 47         | 2          | 1     | 0     | 3               | 0               | 1       | 1       | 52     | 3      |
| 2003/04        | → N.E.C.        | Eredivisie     | 21         | 3          | 0     | 0     | -               | -               | -       | -       | 21     | 3      |
| 2004/05        | N.E.C.          | Eredivisie     | 27         | 0          | 0     | 0     | 2               | 0               | -       | -       | 29     | 0      |
| 2005/06        | N.E.C.          | Eredivisie     | 29         | 1          | 0     | 0     | -               | -               | 2       | 1       | 31     | 2      |
| Club totaal    | Club totaal     | Club totaal    | 77         | 4          | 0     | 0     | 2               | 0               | 2       | 1       | 81     | 5      |
| Carrièretotaal | Carrièretotaal  | Carrièretotaal | 240        | 13         | 9     | 1     | 22              | 0               | 6       | 2       | 277    | 16     |

## Muziek
Tijdens zijn voetbalcarrière was Van der Doelen actief als zanger en schrijver van liederen. Na afloop van zijn loopbaan in het betaald voetbal besloot Van der Doelen om zich hier meer op te gaan richten. Zijn eerste single, "Bende mal", kwam in 2006 uit. Het liedje werd geschreven naar aanleiding van een opmerking van zijn moeder op haar verjaardag. In juni 2007 kwam de cd-single "Nijmegen" uit, een hommage aan deze stad en aan de voetbalclub N.E.C. In 2010 bracht Van der Doelen met zijn band Allez Soldaat zijn eerste album uit, D'n duvel die slaapt nooit. Allez Soldaat werd datzelfde jaar verkozen tot beste dialectact. In 2011 werd het lied "Heul gevecht" (wat te horen is op het in 2012 uitgebrachte album "als de wolven janken") verkozen tot Brabants Moiste lied van dat jaar. In 2014 heeft Van der Doelen samen met Karin Bruers en Henk van Straten met de voorstelling "Geniet er maar van" een theatertour opgevoerd. In maart 2015 kwam zijn album Caballero Zonder Filter uit dat hij wederom met zijn vaste begeleidingsband heeft opgenomen. In 2016 verzorgde van der Doelen het voorprogramma voor de clubtour van Guus Meeuwis. In april 2017 is het album De Cowboy, De Outlaw, De Sheriff en De Hoer uitgekomen. Van der Doelens band heet tegenwoordig Björn van der Doelen en de Huursoldaten. In december 2018 kwam zijn 5de album 'Eerwaarde Vader zegen mij want ik heb gezondigd' uit. En in 2021 het 6de album 'Na ons de zondvloed'. De laatste drie albums kwamen uit onder van der Doelens eigen platen label "Val allemaal maar kapot ik doe het zelf wel records". De pers is lovend. Zo noemde Willem Jongeneelen (muziekblad OOR) van der Doelen 'een Americana artiest van formaat', Stef Bos hem 'een van de beste songwriters van Nederland' en 8weekly hem 'Een ster in wording in zijn bijna zelfgecreëerde muziekgenre'. Sinds 2017 is van der Doelen met zijn huursoldaten (naast optredens op festivals, popzaaltjes, huiskamers en allerhande ander podia) ook in de theaters te zien.
Met muzikanten Martijn Kuijten en Ruud van den Boogaard speelt van der Doelen sinds 2023 de voorstelling "Vergane Glorie" over markante Brabantse figuren. Hier is ook een tv-serie over gemaakt door Frank van Osch voor omroep Brabant.
Sinds 2021 presenteert van der Doelen de voorstelling "Helden van het Zuiden" die ieder jaar in september drie dagen te zien is in het parktheater te Eindhoven en waaraan diverse muzikanten meegewerkt hebben.

## Acteren
Vanaf 2018 is van der Doelen ook als acteur actief. Zo speelt hij in de bioscoopfilm "Catacombe", de KPN serie "FENIX" (waarvoor van der Doelen ook het nummer "Eerwaarde Vader zegen mij want ik heb gezondigd" schreef) en de telefilm "Hemelrijke" respectievelijk grotere en kleinere bijrollen. Ook was hij te zien als " Sjefke Vaeren" in de '#carnavalvrijpetitie'- campagne en als "supporters trainer" in het "meenaarverbier"filmpje (het eerste trainingskamp voor supporters). Op toneel is van der Doelen voor Het Zuidelijk Toneel actief geweest in het stuk " De achterkant van..." (2019) en "Eldorado" (2022).
In de zomer van '23 speelde hij de zelf geschreven voorstelling "de ziel van carnaval" met acteur Mike Weerts voor de parade Eindhoven, die daarna tijdens het Carnavalsseizoen te zien is van buurthuizen en cafés tot de grotere theaters in Brabant. 
In 2024 speelde Van der Doelen mee in muziektheatervoorstelling "Eldorado", van Stichting Poon in samenwerking met Het Zuidelijk Toneel.

## Radio
In 2020 maakte Van der Doelen voor het Eindhovens Dagblad de podcastserie De Val Allemaal Maar Kapodcast, waarin hij samen met muziekjournalist Joris Heynen diverse bands en artiesten besprak.
Met ingang van de voetbaljaargang 2020-2021 presenteert Van der Doelen met voetbaljournalist Marco Timmer voor Voetbal International de Skiete Willy Podcast. In de podcast bespreken Van der Doelen en Timmer wekelijks het leven en de actualiteit en beantwoorden ze vragen van luisteraars. Tevens is er aandacht voor de wedstrijden van en de stand van zaken rond PSV. Een vaste rubriek is het Skiete Willy feitje, over de naamgever van de podcast Willy van der Kuijlen. De afleveringen duren tussen de 45 minuten en 3 uur.

## Erelijst
| Eredivisie           | 3x | 1996/97, 1999/00, 2000/01 |
| KNVB beker           | 1x | 1995/96                   |
| Johan Cruijff Schaal | 1x | 1998                      |

### Overig
- Van 2015 tot 2017 was Björn van der Doelen Cultuurgezant van de Brabantsedag in Heeze. Daarna is de Brabantsedag gaan werken met ambassadeurs in plaats van cultuurgezanten en is Björn ambassadeur van de Brabantsedag geworden, tezamen met onder andere Gerard van Maasakkers, Wim van de Donk en Wim Daniëls.
- Na in 2016, 2017 en 2018 gespeeld te hebben op het festival Manana Manana is hij sinds 2019 ambassadeur van het festival.